# Nadleśnictwo Stąporków
Nadleśnictwo Stąporków – jednostka organizacyjna Lasów Państwowych podległa Regionalnej Dyrekcji Lasów Państwowych w Radomiu. Siedziba nadleśnictwa znajduje się w Stąporkowie, w powiecie koneckim, w województwie świętokrzyskim.
Nadleśnictwo obejmuje część powiatu koneckiego oraz niewielkie fragmenty powiatów kieleckiego i skarżyskiego w województwie świętokrzyskim oraz szydłowieckiego w województwie mazowieckim.

## Historia
W 1945 powstały nadleśnictwa Niekłań i Miedzierza. Nadleśnictwo Niekłań objęło znacjonalizowane przez rząd komunistyczny lasy prywatne. Nadleśnictwo Miedzierza składało się zarówno z przedwojennych lasów państwowych, jak i z lasów znacjonalizowanych. Nadleśnictwo Niekłań zostało zlikwidowane 1 stycznia 1973, poprzez włączenie do Nadleśnictwa Przysucha. W 1978 większą część byłego nadleśnictwa przyłączono do Nadleśnictwa Barycz. Brak danych o roku likwidacji Nadleśnictwa Miedzierza.
Nadleśnictwo Stąporków powstało 1 stycznia 1993. Objęło ono obręby Niekłań i Miedzierza wydzielone z Nadleśnictwa Barycz.

## Ochrona przyrody
Na terenie nadleśnictwa znajdują się trzy rezerwaty przyrody:
- Gagaty Sołtykowskie
- Górna Krasna
- Skałki Piekło pod Niekłaniem.

## Drzewostany
Typy siedliskowe lasów nadleśnictwa (z ich udziałem procentowym):
- lasy 52%
- bory 47,5%
- olsy 0,5%

Gatunki lasotwórcze lasów nadleśnictwa (z ich procentowym udziałem powierzchniowym):
- sosna, modrzew 84%
- jodła, daglezja 11,3%
- brzoza 1,3%
- dąb, klon, jawor, wiąz, jesion 1,3%
- buk 1%
- inne <1%